# Budapest-Komplex
Als Budapest-Komplex werden Angriffe von mutmaßlichen Linksextremisten auf mutmaßliche Rechtsextremisten im Rahmen des sogenannten Tages der Ehre in Budapest im Februar 2023 und die darauffolgenden Entwicklungen und Prozesse bezeichnet. Auf Seiten der Tatverdächtigen bestehen personelle Überschneidungen zum Dresdner Linksextremismusprozess. In der Folge wurde die mutmaßliche Mittäterin Ilaria Salis in das Europaparlament gewählt und aufgrund ihrer dadurch errungenen politischen Immunität aus der Haft entlassen. Zudem kam es zur Auslieferung von Maja T., einer tatverdächtigen Person, an die ungarischen Strafbehörden, welche laut Urteil des Bundesverfassungsgerichtes rechtswidrig war.

## Angriffe in Budapest
Der sogenannte „Tag der Ehre“ ist ein jährlich am 12. Februar von Rechtsextremen in Budapest begangener Gedenktag. Er gilt als eines der wichtigsten Vernetzungstreffen europäischer Neonazis. Seit Jahren zieht der Gedenktag Gegendemonstranten aus der linken Szene an, die gegen die verschiedenen Veranstaltungen protestieren. Im Laufe des Wochenendes um den 12. Februar 2023 kam es zu mehreren Attacken auf Menschen, die von den mutmaßlich linksextremen Tätern offenbar für Teilnehmer des „Tags der Ehre“ gehalten wurden. Laut den ungarischen Behörden sollen bei vier Angriffen insgesamt neun Personen aus dem Hinterhalt aufgelauert worden und unter anderem mit Metallstangen, Gummihämmern und Pfefferspray angegriffen worden sein. Auch Schlagstöcke und Kubotane sollen zum Einsatz gekommen sein. Die Täter sollen auch auf bereits am Boden liegende, bewusstlose Personen eingeschlagen haben. Sechs Personen erlitten bei den Angriffen schwere Verletzungen. Die ungarischen Behörden sprechen bei den Opfern von Passanten, Antifa-Gruppierungen dagegen von Neonazis. Die Behörden lösten eine Großfahndung aus und veröffentlichten Namen und Fotos der Tatverdächtigen. Ein 29-jähriger Deutscher, eine 26-jährige Deutsche, eine 38-jährige Italienerin und eine 42-jährige Ungarin wurden von der Polizei festgenommen.
Ungarische und deutsche Behörden ermitteln aufgrund der Gewalttaten sowie der Mitgliedschaft in einer kriminellen Vereinigung. Die deutschen Ermittlungen führt der Generalbundesanwalt. Unter den Verdächtigten sind insgesamt 13 Personen aus Deutschland und zwei aus Italien.

## Tatverdächtige

### In Ungarn festgenommene Personen

#### Ilaria Salis
Die italienische Aktivistin und spätere Politikerin Ilaria Salis wurde im Februar 2023 von der ungarischen Polizei festgenommen. Die Staatsanwaltschaft legte ihr zur Last, zwei mutmaßliche Rechtsextremisten attackiert und schwer verletzt zu haben. Die Verletzungen seien „potenziell tödlich“ gewesen. Auch soll sie ein Mitglied der „Hammerbande“, einer gewaltbereiten, linksextremen Gruppierung aus Deutschland, sein. Insgesamt forderte die Staatsanwaltschaft elf Jahre Haft. Salis bestritt die Vorwürfe. Bei Prozessbeginn im Februar 2024 in Budapest wurde Salis in Ketten in den Gerichtssaal geführt. Ihre Behandlung im Gerichtssaal und ihre Haftbedingungen wurden in Italien und international kritisiert. Der italienische Außenminister Antonio Tajani bestellte den ungarischen Botschafter in Rom ein und bezeichnete die während des Prozesses getroffenen Sicherheitsmaßnahmen als „übertrieben“. Ungarn wies Berichte über menschenverachtende Haftbedingungen als „falsch“ und als „Verleumdungen“ zurück. Im Anschluss wurde Salis von der italienischen Allianz von Grünen und Sozialisten als Kandidatin zur Europawahl 2024 aufgestellt. Nachdem Salis im Juni 2024 ins Europaparlament gewählt wurde, erlangte sie politische Immunität. Fünf Tage nach der Wahl wurden sie auf richterlichen Beschluss aus der Haft entlassen.
Im Oktober 2024 beantragte Ungarn die Aufhebung ihrer Immunität. In einer Plenarsitzung warf ihr Ungarns Ministerpräsident Viktor Orbán vor, „friedliche Menschen in den Straßen von Budapest mit Eisenstangen zusammengeschlagen“ zu haben. Ende Juni 2025 sollte der Rechtsausschuss des Europaparlaments eine Empfehlung bezüglich des Antrags abgeben. Die Entscheidung wurde aber auf einen späteren Zeitpunkt vertagt. Anschließend muss das gesamte Parlament über den Antrag abstimmen. Laut dem Spiegel wird jeweils mit einem knappen Votum gerechnet.

#### Tobias E.
Der ursprüngliche Vorwurf eines Gewaltverbrechens wurde bei der Anklageerhebung in Budapest fallengelassen. Vor Gericht warf die Staatsanwaltschaft Tobias E. vor, Mitglied in einer kriminellen Vereinigung um die Leipziger Linksextremistin Lina E. zu sein. Bei einer Verurteilung drohte eine Haftstrafe von bis zu fünf Jahren. Die Staatsanwaltschaft bot mit Billigung des Gerichts zu Prozessbeginn eine reduzierte Strafe an. Im Gegenzug räumte Tobias T. die Mitgliedschaft ein und verzichtete auf seine Prozessrechte. Im Anschluss wurde er im Januar 2024 zu einer dreijährigen Haftstrafe verurteilt. Zudem darf er Ungarn für fünf Jahre nicht betreten. Das Gericht wertete das Geständnis als strafmildernd. Strafverschärfend sei die Heftigkeit der Angriffe. Zudem sei Tobias E. einer der „Anführer“ der kriminellen Vereinigung gewesen. Gegen das Urteil legte Tobias E. Berufung vor dem Tafelgericht Budaest ein. Dieses reduzierte die Haftstrafe Ende Mai 2024 auf ein Jahr und zehn Monate. Das Gericht befand, Tobias E. habe nicht aktiv an den bandenmäßig ausgeführten Attacken teilgenommen, sondern „nur“ zugeschaut. Zudem wurde ihm die Untersuchungshaft höher angerechnet, da er als Ausländer ohne Sprachkenntnisse einer ungleich schwereren Belastung ausgesetzt gewesen sei. Tobias E. bedauerte vor Gericht nach Budapest gekommen zu sein, entschuldigte sich jedoch nicht bei den Opfern. Nach Ende seiner Haftstrafe wurde er in Auslieferungshaft genommen und im Dezember 2024 nach Deutschland ausgeliefert. Dort wurde er erneut festgenommen. Die Bundesanwaltschaft wirft ihm Mitgliedschaft in einer kriminellen Vereinigung und gefährliche Körperverletzung vor.

#### Anna M.
Neben einer Ungarin wurde auch die deutsche Anna M. in Budapest festgenommen, wo gegen sie ein Verfahren eingeleitet wurde. Die Staatsanwaltschaft wirft ihr Mitgliedschaft in einer kriminellen Vereinigung vor und bot ihr gegen ein Geständnis eine reduzierte Haftstrafe von dreieinhalb Jahren an. Anna M. bestreitet die Vorwürfe. Sie ist haftverschont.

### An Ungarn ausgelieferte Personen

#### Maja T.

##### Festnahme und Auslieferung nach Ungarn
Ungarn erließ im November 2023 einen Europäischen Haftbefehl wegen Mitgliedschaft in einer kriminellen Vereinigung, versuchten Mordes und gefährlicher Körperverletzung gegen Maja T., eine damals 22-jährige nicht-binäre Person. Das Amtsgericht Dresden erließ im Dezember 2023 zudem einen nationalen Haftbefehl wegen Unterstützung einer kriminellen Vereinigung. T. wurde daraufhin in einem Hotel in Berlin-Mitte festgenommen und nach Dresden überstellt. Ende Februar 2024 übernahm die Bundesanwaltschaft das Verfahren und entschied, eine Auslieferung nach Ungarn habe Vorrang gegenüber einem deutschen Ermittlungsverfahren. Eine Klage von T. gegen die drohende Auslieferung wurde am 27. Juni 2024 vom Kammergericht Berlin abgelehnt. Das Gericht akzeptierte ungarische Garantien, denen zufolge T. im Falle einer Verurteilung die Freiheitsstrafe in Deutschland verbüßen kann. Zudem wurden Erklärungen zu den Haftbedingungen abgegeben, deren Einhaltung durch deutsche Diplomaten kontrolliert werden können. Gegen 15.30 Uhr des gleichen Tages erging der Beschluss des Bundesgerichtshofs zur Auslieferung. Um 6.50 Uhr des nächsten Tages wurde T. den österreichischen Behörden übergeben. Auf Ersuchen der ungarischen Behörden wurde T. an die ungarische Grenze gebracht und dort um etwa 10 Uhr in Empfang genommen.

##### Eilentscheidung des Bundesverfassungsgerichts
Um 7.40 Uhr stellte die Verteidigung einen Eilantrag beim Bundesverfassungsgericht in Karlsruhe, um die Auslieferung zu verhindern. Das Gericht informierte die Generalstaatsanwaltschaft Berlin über den Antrag um 8.30 Uhr. Zu diesem Zeitpunkt hatte T. Deutschland jedoch bereits verlassen und die Abschiebung konnte nicht mehr gestoppt werden. Gegen 10:50 Uhr untersagte das Gerichts die Auslieferung einstweilen und wies die Behörden an, T.s Rückführung nach Deutschland zu erwirken.

##### Kritik an der Auslieferung und Beurteilung durch die Behörden
Der Anwalt von T. sagte, er habe dem Landeskriminalamt Sachsen schon in der Nacht mitgeteilt, beim Bundesverfassungsgericht einen Eilantrag stellen zu wollen. Diese Ankündigung wurde der Generalstaatsanwaltschaft Berlin nach eigenen Aussagen jedoch nicht weitergeleitet. Laut Aussage mehrerer Expertinnen und Experten lieferte die Generalstaatsanwaltschaft Berlin T. aus, obwohl sie mit einem Eilantrag beim Bundesverfassungsgericht rechnen musste. Die Bundesrechtsanwaltskammer kritisierte das Vorgehen und hielt die Vorgänge um die Auslieferung für „in einem Rechtsstaat nicht hinnehmbar“. Auch Amnesty International kritisierte das Vorgehen als „unverständlich & rechtsstaatlich bedenklich“. Die Generalstaatsanwaltschaft begründete ihr schnelles Handeln mit befürchteten Störaktionen aus dem linksextremen Milieu. Es kam nach der Auslieferung zu Drohungen gegen Richter, Polizisten und Justizbeamte aus der linksextremistischen Szene, welche vom Bundeskriminalamt als „hochgradig besorgniserregend“ bezeichnet wurden. In einer Sitzung des Berliner Abgeordnetenhauses bezeichnete die Berliner Justizsenatorin Felor Badenberg (CDU) das Vorgehen der Generalstaatsanwaltschaft als „absolut beanstandungsfrei“.

##### Entscheidung des Bundesverfassungsgerichts in der Hauptsache
Anfang Februar 2025 urteilte das Bundesverfassungsgericht, die Auslieferung von T. sei rechtswidrig gewesen, da Artikel 4 der Charta der Grundrechte der Europäischen Union verletzt wurde, der das Verbot von Folter oder unmenschlicher oder erniedrigender Strafe oder Behandlung festschreibt. Das Kammergericht habe die Haftbedingungen nicht hinreichend aufgeklärt, obwohl es hinsichtlich der Haftumstände hinlängliche Anhaltspunkte für systemische oder allgemeine Mängel gehabt habe. Die Ausführungen der ungarischen Behörden zur Rechtslage seien nicht ausreichend gewesen. Das Kammergericht hätte sich nicht auf die ungarischen Garantien hinsichtlich des besonderen Risikos von non-binären Personen allein verlassen dürfen, da in Ungarn keine Zahlen von körperlichen Übergriffen auf queere Menschen erhoben und keine Register über die Geschlechtsidentität von Gefangenen geführt würden. Ein gezieltes Vorgehen gegen derartige Diskriminierung sei daher kaum möglich.

##### Prozess in Budapest
Die Generalstaatsanwaltschaft Budapest wirft T. vor, Teil einer kriminellen linksextremen Vereinigung zu sein und – teils als Täterin und teils als Beobachterin – an vier Angriffen rund um den „Tag der Ehre“ 2023 beteiligt gewesen zu sein, bei denen sechs Personen schwer verletzt wurden. Die Anklage lautet auf versuchte lebensgefährliche oder schwere Körperverletzung als Teil einer kriminellen Vereinigung. Die Strafandrohung beträgt bis zu 24 Jahren Haft; bei einem Schuldgeständnis unter Verzicht auf ein Verfahren bot die Staatsanwaltschaft eine auf 14 Jahre reduzierte Haftstrafe an. Im Februar 2025 begann der Prozess. T. lehnte das Angebot der Staatsanwaltschaft ab und verlas eine sechsseitige Erklärung, in der sie Ungarn kritisierte. Das Auswärtige Amt kritisierte die „befremdliche Vorführung vor Gericht“ am ersten Verhandlungstag. T. war in Handschellen, Fußfesseln und einer Kette in den Gerichtssaal geführt worden.

##### Haftbedingungen in Ungarn
Seit der Auslieferung im Juni 2024 befindet sich T. in einem Budapester Gefängnis in Untersuchungshaft. T.s Vater und T.s deutscher Anwalt sprechen von „Isolationshaft“. Nach eigenen Angaben darf T. für zwei Stunden im Monat Familienbesuch empfangen. Der Rechtsanwalt, der T. in Ungarn vertritt, wird im August 2025 wie folgt zitiert: „Maja darf Besucher empfangen und Unterhalt erhalten. Maja hat regelmäßigen Kontakt zu ihren Familienangehörigen. Darüber hinaus haben mehrere deutsche Politiker und ein Journalist der Tageszeitung Maja im Gefängnis besucht, und ich habe jedes Mal die erforderlichen Genehmigungen eingeholt“.
Mehrere Politiker der Linkspartei wie der damalige Parteivorsitzende Martin Schirdewan, die Bundestagsabgeordnete Martina Renner und die EU-Parlamentarierin Carola Rackete besuchten T. im Gefängnis. Nach dem Besuch äußerte sich Schirdewan entsetzt über die Haftbedingungen. Ihm sei gesagt worden, T. werde permanent von einer Kamera überwacht, habe keinen Kontakt zu Mithäftlingen, müsse 23 Stunden am Tag in der Zelle verbringen und dürfe keinen Sport treiben. Des Weiteren gäbe es in der Zelle Bettwanzen und Kakerlaken, T. bekomme nicht genug Essen und sei vom Personal angebrüllt und beleidigt worden.
Laut dem Spiegel sprach die damalige Außenministerin Annalena Baerbock mit den Eltern von T. und setzte sich in Gesprächen mit ungarischen Regierungsvertretern für bessere  Haftbedingungen ein. Das Auswärtige Amt sei mit dem Fall befasst und T. werde von der Botschaft in Budapest betreut.
Nachdem das Gericht einen Entscheid über einen Antrag von T. zur Umwandlung der Untersuchungshaft in einen Hausarrest um zwei Wochen vertagt hatte, gab T. am 5. Juni 2025 bekannt, in einen Hungerstreik zu treten. T. begründete den Schritt mit der seit der Auslieferung anhaltenden Einzelhaft, die nicht mehr zu ertragen sei. Etwa zwei Wochen nach Beginn des Hungerstreiks lehnte das Gericht den Antrag ab. Begründet wurde dies mit einer erhöhten Fluchtgefahr aufgrund des hohen zu erwartenden Strafmaßes. Am 1. Juli wurde T. in ein Gefängniskrankenhaus im Süden Ungarns eingewiesen. T. hatte laut Angaben der Familie mehr als zwölf Kilogramm abgenommen und sei „sehr geschwächt“. Nach insgesamt 40 Tagen beendete T. den Hungerstreik. Nach Angaben von T.s Anwalt sei dies der einzige Weg gewesen, um bleibende gesundheitliche Schäden zu vermeiden.
Während des Hungerstreiks forderten Politiker der Linkspartei und von Bündnis 90/Die Grünen Bundesjustizministerin Stefanie Hubig auf, sich für die Überstellung von T. nach Deutschland einzusetzen. In Jena demonstrierten mehrere tausend Antifa-Aktivisten und forderten eine Rückführung von T. nach Deutschland. Auch in anderen Städten gab es Demonstrationen, die dieselbe Forderung stellten. Laut dem Leiter der Staatsschutzabteilung im Landeskriminalamt Sachsen dient die Kampagne einer  Täter-Opfer-Umkehr. Wegen des Gesundheitszustands von T. befürchte er eine kurzfristige Radikalisierung der Unterstützer.

### Tatverdächtige mit deutschen Strafverfahren

#### Hanna S.
Hanna S. zählt nicht zu den von den ungarischen Behörden gesuchten Personen und wurde von den deutschen Ermittlungsbehörden als tatverdächtig identifiziert. Ein Auslieferungsantrag Ungarns liegt deshalb nicht vor. Hanna S. wurde im Mai 2024 in Nürnberg festgenommen. Ihr wird versuchter Mord, gefährliche Körperverletzung und Mitgliedschaft in einer kriminellen Vereinigung vorgeworfen. Sie soll sich zusammen mit anderen Gruppenmitgliedern an zwei Überfällen auf insgesamt drei Menschen beteiligt haben. Die Opfer hätten Kopfverletzungen davongetragen. In einem Fall hätten die Verletzungen zum Tod führen können. Der Prozess gegen sie begann am 19. Februar 2025 unter hohen Sicherheitsvorkehrungen vor dem Oberlandesgericht München und ist damit das erste deutsche Strafverfahren im Zusammenhang mit dem Budapest-Komplex. Es sind 32 Verhandlungstermine geplant und das Urteil wird Ende September erwartet. Zum Prozessauftakt wurde die 30-jährige Linksextremistin sowohl außerhalb als auch innerhalb des Gerichtssaales von Personen aus der linken Szene unterstützt.

#### Johann G.
Der 31-jährige Johann G. steht im Verdacht, Rädelsführer des linksextremistischen Netzwerkes („Hammerbande“) zu sein, welches im In- und Ausland Personen, die in ihren Augen Rechtsextreme waren, angegriffen und teils schwer verletzt haben soll. Er galt als der meistgesuchte Linksextremist in Deutschland. Er wurde am 8. November 2024 in einem Zug zwischen Weimar und Jena festgenommen. Laut Denis Kuhne, dem Leiter des sächsischen Staatsschutzes, war die Festnahme ein „nachhaltiger Schlag gegen linksextremistische Gewalt“.
Die ungarischen Behörden beschuldigen G., an den Angriffen in Budapest beteiligt gewesen zu sein, erwirkten einen Europäischen Haftbefehl und ersuchten Deutschland nach der Festnahme um die Auslieferung. Ende Januar 2025 entschied das Oberlandesgericht Jena, G. nicht auszuliefern und folgte damit dem Antrag der Generalstaatsanwaltschaft Thüringen. Begründet wurde die Entscheidung mit der deutschen Staatsbürgerschaft von G. und den laufenden deutschen Strafverfahren. Im Juni 2025 erhob der Generalbundesanwalt Anklage unter anderem wegen versuchten Mordes, gefährlicher Körperverletzung und Mitgliedschaft in einer linksextremistischen kriminellen Vereinigung.

#### Weitere Personen
Am 20. Januar 2025 stellten sich sieben Personen der Polizei in Kiel, Bremen, Hamm und Köln, nämlich Nele A., Paul M., Paula P., Luca S., Moritz S., Clara W. und Zaid A. Gegen sechs von ihnen bestanden Haftbefehle. Gegen den Syrer Zaid A. lag eine europaweite Fahndungsausschreibung aus Ungarn vor. Er war in der JVA Köln-Ossendorf in Auslieferungshaft inhaftiert. Aufgrund seiner syrischen Staatsbürgerschaft droht ihm die Auslieferung an Ungarn. Am 19. April 2025 versammelten sich 250 Menschen vor der JVA, um gegen seine Auslieferung zu demonstrieren. Über 80.000 Menschen unterschrieben eine Petition für seinen Verbleib in Deutschland. Am 2. Mai 2025 wurde Zaid A. vorerst haftverschont. Das Kammergericht Berlin begründete dies mit der langen Überprüfung, ob eine Auslieferung nach Ungarn rechtlich zulässig sei. Unter Auflagen wurde er aus der Haft freigelassen und lebt wieder in Nürnberg.
Alle sieben stellten sich nach Angaben ihrer Anwälte freiwillig, um sich gegen die erhobenen Vorwürfe zu verteidigen, obwohl eine Auslieferung drohe. Gleichzeitig forderten die Anwälte, das Strafverfahren in Deutschland zu führen und die Beschuldigten somit nicht auszuliefern. Begründet wurde dies mit dem Vorwurf, dass Ungarn ein rechts-autoritäres Regime sei, in dem menschenunwürdige Haftbedingungen zu erwarten sind. Alle sieben hatten laut Verteidigung bereits vor einem halben Jahr die Bundesanwaltschaft über Anwälte und Medien kontaktiert und angeboten, sich zu stellen, wenn auf eine Auslieferung nach Ungarn verzichtet würde. Die Bundesanwaltschaft ging darauf allerdings nicht ein. Die Bundesanwaltschaft erklärte Ende Januar den zuständigen Generalstaatsanwaltschaften, dass die deutschen Ermittlungen „vorrangig“ gegenüber den ungarischen Verfahren seien und dementsprechend auch keine Auslieferung stattfinden werde. Dies gilt aber nur für die sechs Personen mit deutscher Staatsbürgerschaft und nicht für Zaid A.